# Mitternacht

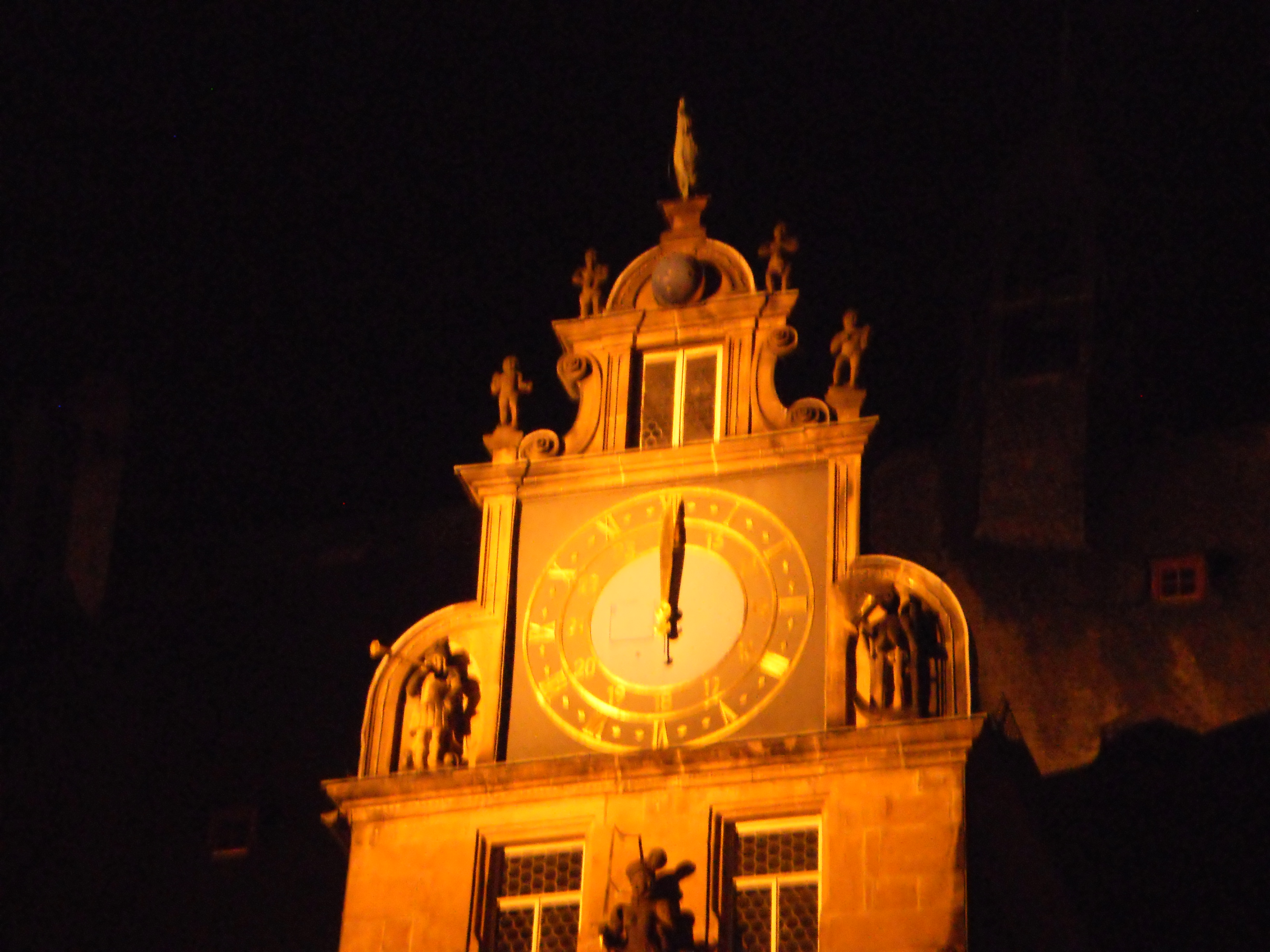
Rathausuhr um 0:00 Uhr,
dem Beginn eines Kalendertags

Mitternacht (Sonnenzeit) ist der Zeitpunkt, an dem die Sonne bezogen auf den jeweiligen Standort den tiefsten Stand ihrer Bahn am Himmel durchläuft. Im allgemeinen Sprachgebrauch ist damit aber meist der Zeitpunkt 24:00 Uhr bzw. 0:00 Uhr oder ein kleiner Zeitraum beidseits dieser Uhrzeit gemeint.

## Astronomie
Außerhalb der Polarkreise steht der Mittelpunkt der Sonne mitternachts stets unter dem Horizont, ist also nicht sichtbar und es gibt zu keiner Zeit des Jahres eine Mitternachtssonne.
Infolge der von Tag zu Tag veränderlichen Zeitgleichung ist der zeitliche Abstand zwischen zwei aufeinanderfolgenden Mitternächten nicht konstant, sondern von der Jahreszeit abhängig. In der Praxis verwendet man daher eine mittlere Zeit oder definiert den Zeitpunkt Mitternacht als 0:00 Uhr der jeweils gültigen Zonenzeit. 
Je nach der Ost-West-Ausdehnung der Zeitzonen (gemessen in geografischer Länge) kann die Abweichung zwischen Mitternacht (Zonenzeit) und astronomischer Mitte der Nacht entsprechend stark abweichen. So war in der Nacht vom 9. auf den 10. März 2005 für die Stadt Köln um 0:44:36 Uhr Mitte der Nacht.

## Volksglauben

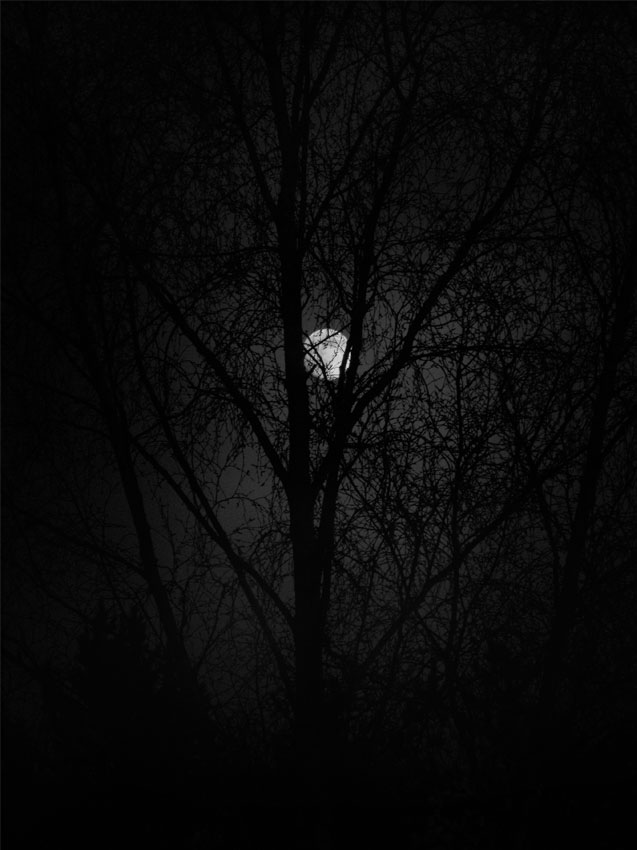
Foto, das um Mitternacht aufgenommen wurde

In Europa und dem islamischen Orient kommt der Mitternacht teilweise eine besondere Bedeutung im traditionellen Volksglauben zu. In vielen Regionen gilt die Stunde zwischen 0 und 1 Uhr nachts (teilweise auch schon zwischen 23 und 24 Uhr) als „Geisterstunde“, um die sich regional verschiedene Sagen ranken. Häufig ist damit das angebliche Erscheinen von Toten, Hexen, dem Teufel oder verschiedenen Geistern verbunden. Dieser Spuk wurde oftmals als gefährlich für den Menschen und sein Auftreten als schlechtes Omen gesehen, das teilweise den baldigen Tod des Beobachters voraussagte. Andererseits glaubte man auch an positive Aspekte; so sagte die Volksmedizin eine verstärkte Wirkung für bestimmte Kräuter voraus, wenn diese um Mitternacht gesammelt würden. Bestimmte Schätze sollten ebenfalls nur um Mitternacht zu finden sein, auch für die Erlösung „armer Seelen“ galt Mitternacht oft als der richtige Zeitpunkt.
Die übernatürlichen Aspekte dieser Geisterstunde galten in bestimmten Nächten als verstärkt. In christlichen Kulturen waren dies vor allem die Christnacht, die Silvesternacht, die Nacht vor dem Karfreitag, die Walpurgisnacht und die Nacht vor dem Johannistag. Diesen Nächten wurden jeweils besondere Eigenschaften nachgesagt (siehe auch Rauhnächte). So wird um Mitternacht vor Weihnachten laut böhmischen und französischen Sagen Wasser zu Wein, und die Tiere im Stall beginnen zu reden. 
Großen Widerhall fanden diese Sagen auch in der Literatur. Christopher Marlowes Drama Die tragische Historie vom Doktor Faustus etwa endet mit dem Auftritt des Teufels um Mitternacht, der den Faust in die Hölle holt. In Goethes Faust I spielen Ereignisse der Osternacht und der Walpurgisnacht eine besondere Rolle. William Shakespeares Hamlet beginnt mit dem Erscheinen des Geistes von Hamlets ermordetem Vater um Mitternacht.